# 救命救急センター
救命救急センター（きゅうめいきゅうきゅうセンター）とは、急性心筋梗塞、脳卒中、心肺停止、多発外傷、重症頭部外傷など、二次救急で対応できない複数診療科領域の重篤な患者に対し高度な医療技術を提供する三次救急医療機関である。
当初は人口100万人あたり一か所を目標に設置され、現在では人口42万人あたり一か所設置されている。2025年4月1日現在、全国312か所。

## 要件
都道府県知事の要請を受けた病院が整備・運営し、心筋梗塞や脳卒中、頭部損傷等、重篤な患者に対する救急医療を行うことが目的とされている。このため、常時高度な救命医療に対応できる医師や看護師等を確保しておくことや専用病床を整備していることなどが必要とされている。
救命救急センターの要件
- 専用病床（おおむね20床以上）を有し、24時間体制で、重症および複数の診療科領域にわたるすべての重篤な救急患者に対する高度な診療機能を有すること。
- 24時間診療体制を確保するため、専門的な三次救急医療に精通しているとの客観的評価を受けている専任の医師（救急科専門医等）を適当数有すること、および他科の医師を必要に応じ適時確保できる体制を有すること。

さらに救命救急センターのうち、最寄りの救命救急センターまでおおむね60分以上かかる地域においては、専用病床10床以上20床未満の地域救命救急センターに指定される。特に高度な診療機能を有し、広範囲熱傷や四肢切断、急性中毒等の特殊疾病患者を受け入れる施設は高度救命救急センターに指定される。また、小児集中治療室（PICU）を6床以上を有し、重篤な小児救急患者に対して24時間診療が可能な機能を有するものは小児救命救急センターに指定される。
救命救急センターの指定審査は、都道府県知事の権限のもとで実施される。救命救急センターの指定を希望する病院は申請書類を作成し、都道府県の医療計画部局などが書面で審査する。書類審査通過後、救命救急センターの施設や設備、人員配置、救急患者の受け入れ実績、運用体制の適否について厳格な実地調査が行われる。実地調査の結果と医療審議会の答申を踏まえ、最終的な指定の可否を知事が判断する。指定後もセンターは充実段階評価など継続的な評価を受け、要件維持が求められる。不適合の場合には指定取り消しもある。

## 歴史
救命救急センター設置のきっかけとなったのが、1967年（昭和42年）8月に大阪大学医学部附属病院が設置した「特殊救急部」である。特殊救急部は救急医療を行う診療部門ではあったが、外傷外科や災害外科と呼ばれ、胸腹部外傷や広範囲熱傷といった、重症の外科系救急医療を手術・入院も含め、診療を自己完結して実施していた。
この特殊救急部も、2000年（平成12年）に救命救急センターに改組されて、翌年には高度救命救急センターの認可を受けている。なお、日本で初めて救命救急センターの認可を受けたのは、1977年（昭和52年）1月に認可の日本医科大学付属病院である。

## 救命救急センターの一覧
太字は高度救命救急センターを表す

### 北海道・東北地方
北海道
- 札幌医科大学附属病院
- 旭川赤十字病院
- 旭川医科大学病院
- 市立函館病院
- 市立釧路総合病院
- 北見赤十字病院
- 市立札幌病院
- 帯広厚生病院
- 手稲渓仁会病院
- 国立病院機構北海道医療センター
- 砂川市立病院（地域救命救急センター）
- 名寄市立総合病院（地域救命救急センター）
- 北海道大学病院

青森県
- 弘前大学医学部附属病院
- 青森県立中央病院
- 八戸市立市民病院

岩手県
- 岩手医科大学附属病院
- 岩手県立久慈病院
- 岩手県立大船渡病院
- 岩手県立中央病院

宮城県
- 東北大学病院
- みやぎ県南中核病院（地域救命救急センター）
- 国立病院機構仙台医療センター
- 仙台市立病院
- 大崎市民病院
- 石巻赤十字病院

秋田県
- 秋田大学医学部附属病院
- 秋田赤十字病院

山形県
- 山形県立中央病院
- 日本海総合病院
- 公立置賜総合病院
- 山形県立新庄病院（地域救命救急センター）

福島県
- 福島県立医科大学附属病院
- いわき市医療センター
- 太田綜合病院附属太田西ノ内病院
- 会津中央病院

### 関東地方
茨城県
- 筑波大学附属病院
- 国立病院機構水戸医療センター
- 筑波メディカルセンター病院
- 土浦協同病院
- 茨城西南医療センター病院
- 水戸済生会総合病院
- 日立総合病院

栃木県
- 栃木県済生会宇都宮病院
- 足利赤十字病院
- 那須赤十字病院
- 獨協医科大学病院
- 自治医科大学附属病院

群馬県
- 前橋赤十字病院
- 国立病院機構高崎総合医療センター
- 太田記念病院
- 群馬大学医学部附属病院

埼玉県
- 埼玉医科大学総合医療センター
- さいたま赤十字病院
- 自治医科大学附属さいたま医療センター
- 深谷赤十字病院
- 防衛医科大学校病院
- 川口市立医療センター
- 獨協医科大学埼玉医療センター
- 埼玉医科大学国際医療センター
- さいたま市立病院
- 国立病院機構埼玉病院
- 埼玉県済生会加須病院

千葉県
- 千葉県総合救急災害医療センター（旧：千葉県救急医療センター）
- 順天堂大学医学部附属浦安病院
- 総合病院国保旭中央病院
- 君津中央病院
- 亀田総合病院
- 松戸市立総合医療センター（旧：国保松戸市立病院）
- 成田赤十字病院
- 船橋市立医療センター
- 日本医科大学千葉北総病院
- 東京慈恵会医科大学附属柏病院
- 東千葉メディカルセンター
- 東京女子医科大学八千代医療センター
- 帝京大学ちば総合医療センター（地域救命救急センター）
- 千葉大学医学部附属病院
- 東京ベイ・浦安市川医療センター

東京都
- 日本医科大学付属病院
- 杏林大学医学部付属病院
- 東京都立墨東病院
- 帝京大学医学部附属病院
- 国立病院機構東京医療センター
- 国立病院機構災害医療センター
- 日本大学医学部附属板橋病院
- 東京都立多摩総合医療センター
- 東京医科大学八王子医療センター
- 日本医科大学多摩永山病院
- 日本大学病院（旧：駿河台日本大学病院）
- 昭和医科大学病院
- 国立国際医療研究センター
- 聖路加国際病院
- 東京医科大学病院
- 公立昭和病院
- 東京大学医学部附属病院
- 日本赤十字社医療センター
- 市立青梅総合医療センター(旧:青梅市立総合病院)
- 東京女子医科大学病院
- 東邦大学医療センター大森病院
- 東京都立広尾病院
- 武蔵野赤十字病院
- 東京科学大学病院（旧：東京医科歯科大学病院）
- 東京都済生会中央病院
- 東京女子医科大学足立医療センター（旧：東京女子医科大学東医療センター）
- 順天堂大学医学部附属練馬病院
- 東京慈恵会医科大学附属病院

| 東京都全体の救命救急センター | 東京都区部の救命救急センター |

神奈川県
- 横浜市立大学附属市民総合医療センター
- 東海大学医学部付属病院
- 聖マリアンナ医科大学病院
- 国立病院機構横浜医療センター
- 北里大学病院
- 昭和大学藤が丘病院
- 聖マリアンナ医科大学横浜市西部病院
- 横須賀共済病院
- 横須賀市立うわまち病院
- 川崎市立川崎病院
- 日本医科大学武蔵小杉病院
- 藤沢市民病院
- 済生会横浜市東部病院
- 横浜市立みなと赤十字病院
- 小田原市立病院
- 横浜市立市民病院
- 横浜労災病院
- 横浜南共済病院
- 湘南鎌倉総合病院
- 海老名総合病院
- 平塚市民病院

### 中部地方
新潟県
- 新潟大学医歯学総合病院
- 長岡赤十字病院
- 新潟市民病院
- 新潟県立中央病院
- 新潟県立新発田病院
- 魚沼基幹病院（地域救命救急センター）

富山県
- 富山県立中央病院
- 厚生連高岡病院

石川県
- 石川県立中央病院
- 公立能登総合病院

福井県
- 福井県立病院
- 杉田玄白記念公立小浜病院

山梨県
- 山梨県立中央病院

長野県
- 信州大学医学部附属病院
- 長野赤十字病院
- 佐久医療センター
- 相澤病院
- 諏訪赤十字病院
- 飯田市立病院
- 伊那中央病院

岐阜県
- 岐阜大学医学部附属病院
- 岐阜県総合医療センター
- 松波総合病院
- 岐阜県立多治見病院
- 大垣市民病院
- 中濃厚生病院
- 中部国際医療センター（地域救命救急センター）
- 高山赤十字病院（地域救命救急センター）

静岡県
- 静岡県立総合病院
- 聖隷三方原病院
- 静岡済生会総合病院
- 順天堂大学医学部附属静岡病院
- 浜松医療センター
- 静岡赤十字病院
- 沼津市立病院
- 磐田市立総合病院
- 聖隷浜松病院
- 掛川市・袋井市病院企業団立中東遠総合医療センター
- 藤枝市立総合病院

愛知県
- 愛知医科大学病院
- 藤田医科大学病院
- 名古屋掖済会病院
- 国立病院機構名古屋医療センター
- 岡崎市民病院
- 豊橋市民病院
- 日本赤十字社愛知医療センター名古屋第二病院
- 小牧市民病院
- 安城更生病院
- 中京病院
- 日本赤十字社愛知医療センター名古屋第一病院
- 知多半島総合医療センター（旧半田市立半田病院）
- 豊田厚生病院
- 総合大雄会病院
- 一宮市立市民病院
- 公立陶生病院
- 愛知厚生連海南病院
- 名古屋市立大学病院
- 刈谷豊田総合病院
- トヨタ記念病院
- 江南厚生病院
- 春日井市民病院
- 名古屋市立大学医学部附属東部医療センター（旧：名古屋市立東部医療センター）
- 豊川市民病院

### 近畿地方
三重県
- 三重大学医学部附属病院
- 市立四日市病院
- 伊勢赤十字病院
- 三重県立総合医療センター
- 松阪中央総合病院

滋賀県
- 大津赤十字病院
- 長浜赤十字病院
- 済生会滋賀県病院
- 近江八幡市立総合医療センター

京都府
- 京都第二赤十字病院
- 国立病院機構京都医療センター
- 京都第一赤十字病院
- 洛和会音羽病院
- 宇治徳洲会病院
- 市立福知山市民病院（地域救命救急センター）
- 京都大学医学部附属病院
- 京都府立医科大学附属病院

大阪府
- 関西医科大学附属病院（旧：関西医科大学附属枚方病院）
- 大阪大学医学部附属病院
- 大阪府立急性期・総合医療センター
- 大阪医科薬科大学病院
- 大阪府済生会千里病院
- 国立病院機構大阪医療センター
- 近畿大学病院
- 大阪市立総合医療センター
- 堺市立総合医療センター
- 大阪府立泉州救命救急センター
- 大阪府立中河内救命救急センター
- 大阪赤十字病院
- 大阪警察病院
- 関西医科大学総合医療センター
- 大阪公立大学医学部附属病院
- 岸和田徳洲会病院

兵庫県
- 兵庫県災害医療センター
- 神戸市立医療センター中央市民病院
- 兵庫医科大学病院
- 兵庫県立加古川医療センター
- 兵庫県立はりま姫路総合医療センター
- 公立豊岡病院
- 兵庫県立西宮病院
- 兵庫県立淡路医療センター（地域救命救急センター）
- 兵庫県立尼崎総合医療センター
- 神戸大学医学部附属病院

奈良県
- 奈良県立医科大学附属病院
- 奈良県総合医療センター
- 近畿大学奈良病院

和歌山県
- 日本赤十字社和歌山医療センター
- 和歌山県立医科大学附属病院
- 国立病院機構南和歌山医療センター

### 中国地方
鳥取県
- 鳥取大学医学部附属病院
- 鳥取県立中央病院

島根県
- 島根県立中央病院
- 松江赤十字病院
- 国立病院機構浜田医療センター
- 島根大学医学部附属病院

岡山県
- 川崎医科大学附属病院
- 岡山大学病院
- 岡山赤十字病院
- 津山中央病院
- 倉敷中央病院

広島県
- 広島大学病院
- 広島市立広島市民病院
- 国立病院機構呉医療センター
- 県立広島病院
- 福山市民病院
- 廣島総合病院（地域救命救急センター）
- 尾道総合病院（地域救命救急センター）
- 広島市立北部医療センター安佐市民病院（地域救命救急センター）

山口県
- 山口大学医学部附属病院
- 国立病院機構岩国医療センター
- 山口県立総合医療センター
- 国立病院機構関門医療センター
- 地域医療機能推進機構徳山中央病院

### 四国地方
徳島県
- 徳島赤十字病院
- 徳島県立中央病院
- 徳島県立三好病院（地域救命救急センター）

香川県
- 香川県立中央病院
- 香川大学医学部附属病院
- 三豊総合病院（地域救命救急センター）

愛媛県
- 愛媛県立中央病院
- 愛媛県立新居浜病院
- 市立宇和島病院

高知県
- 高知赤十字病院
- 高知医療センター
- 社会医療法人近森会近森病院

### 九州・沖縄地方
福岡県
- 久留米大学病院
- 九州大学病院
- 北九州総合病院
- 聖マリア病院
- 済生会福岡総合病院
- 福岡大学病院
- 飯塚病院
- 北九州市立八幡病院
- 福岡東医療センター（地域救命救急センター）
- 九州医療センター

佐賀県
- 佐賀大学医学部附属病院
- 地方独立行政法人佐賀県医療センター好生館
- 唐津赤十字病院（地域救命救急センター）
- 国立病院機構嬉野医療センター（地域救命救急センター）

長崎県
- 国立病院機構長崎医療センター
- 長崎大学病院
- 佐世保市総合医療センター
- 長崎みなとメディカルセンター

熊本県
- 熊本赤十字病院
- 国立病院機構熊本医療センター
- 済生会熊本病院

大分県
- 大分大学医学部附属病院
- 大分市医師会立アルメイダ病院
- 大分県立病院
- 国家公務員共済組合連合会新別府病院
- 中津市立中津市民病院（地域救命救急センター）

宮崎県
- 宮崎大学医学部附属病院
- 県立宮崎病院
- 県立延岡病院

鹿児島県
- 鹿児島市立病院
- 鹿児島大学病院
- 鹿児島県立大島病院（地域救命救急センター）
- 社会医療法人緑泉会米盛病院

沖縄県
- 琉球大学病院
- 沖縄県立中部病院
- 浦添総合病院（地域救命救急センター）
- 沖縄県立南部医療センター・こども医療センター

## かつて指定されていた救命救急センター
- 日鋼記念病院（返上）
- 大阪府三島救命救急センター（閉院）

## 救命救急センター充実段階評価
救命救急センターの充実段階評価は、救急医療体制基本問題検討会報告書に基づき、1999年度から厚生労働省が救命救急センターの機能強化と質の向上を目的として毎年実施している評価制度である。
各救命救急センターからの診療体制や患者受入実績に関する報告に基づいて実施し、評価項目と是正を要する項目に区分して点数化される。是正を要する項目は、救命救急センターとして不十分な体制や実績と判断される項目で、例えば、救急科専門医数が基準を下回る場合や転院・転棟の調整を行う者の配置がないなどが該当する。合計点数に基づいてS、A、B、Cの4段階で評価される。評価結果は、救命救急入院料加算の施設基準や、運営事業費の補助額に反映される。
評価項目には、救急科専門医の数、重篤患者の受け入れ数、救急外来のトリアージ機能、休日・夜間帯の救急専従医師数、疾患（内因性疾患、外因性疾患、精神科、小児、産科）への診療体制、年間受入救急車搬送人員など、合計42項目が設定されている。